# Barrera de hielo Wilkins
La barrera de hielo Wilkins (del inglés: Wilkins Ice Shelf) es una barrera o plataforma de hielo rectangular de 150 km por 110 km que se sitúa entre las islas Rothschild, Charcot, Latady y Alejandro I, adyacentes a la costa occidental de la península Antártica. Cubre parte del estrecho Wilkins en el mar de Bellingshausen, del que toma el nombre, incluyendo las ensenadas Haydn y Schubert de la costa oeste de la isla Alejandro I. Dentro de la barrera se halla la isla Dorsey.

## Historia
El sector norte de la barrera fue avistado en 1910 por la Expedición Antártica Francesa, liderada por Jean-Baptiste Charcot, y fue observado desde el aire en 1929 por Hubert Wilkins, en cuyo reconocimiento fue bautizada en 1971 a propuesta del UK Antarctic Place-Names Committee (UK-APC). Más exploraciones del área fueron hechas en 1940 por vuelos del Servicio Antárctico de los Estados Unidos, que denominó al estrecho como Wilkins. La existencia de la isla Latady fue determinada en 1960 por D. Searle del Falkland Islands Dependencies Survey al examinar fotografías aéreas tomadas por la Expedición de Investigación Antártica Ronne entre 1947 y 1948.
El 5 de abril de 2009 colapsó el puente de hielo que conecta parte de la barrera de hielo a la isla Charcot.

## Consecuencias del calentamiento global
El calentamiento global está teniendo como consecuencia una aceleración del ritmo al que se funden las placas de hielo provocando la desaparición de algunas de ellas. Un estudio realizado por la Academia Nacional de Ciencias de Estados Unidos en 2002 afirmó que '«Debido a que las temperaturas en la península Antártica se están incrementando de manera estadísticamente significativa la presencia de agua fundida proveniente de los glaciares jugará un papel más importante en estos frágiles ecosistemas»'. La plataforma glacial Wilkins parece ser la más firme candidata a ser la próxima en desaparecer. 

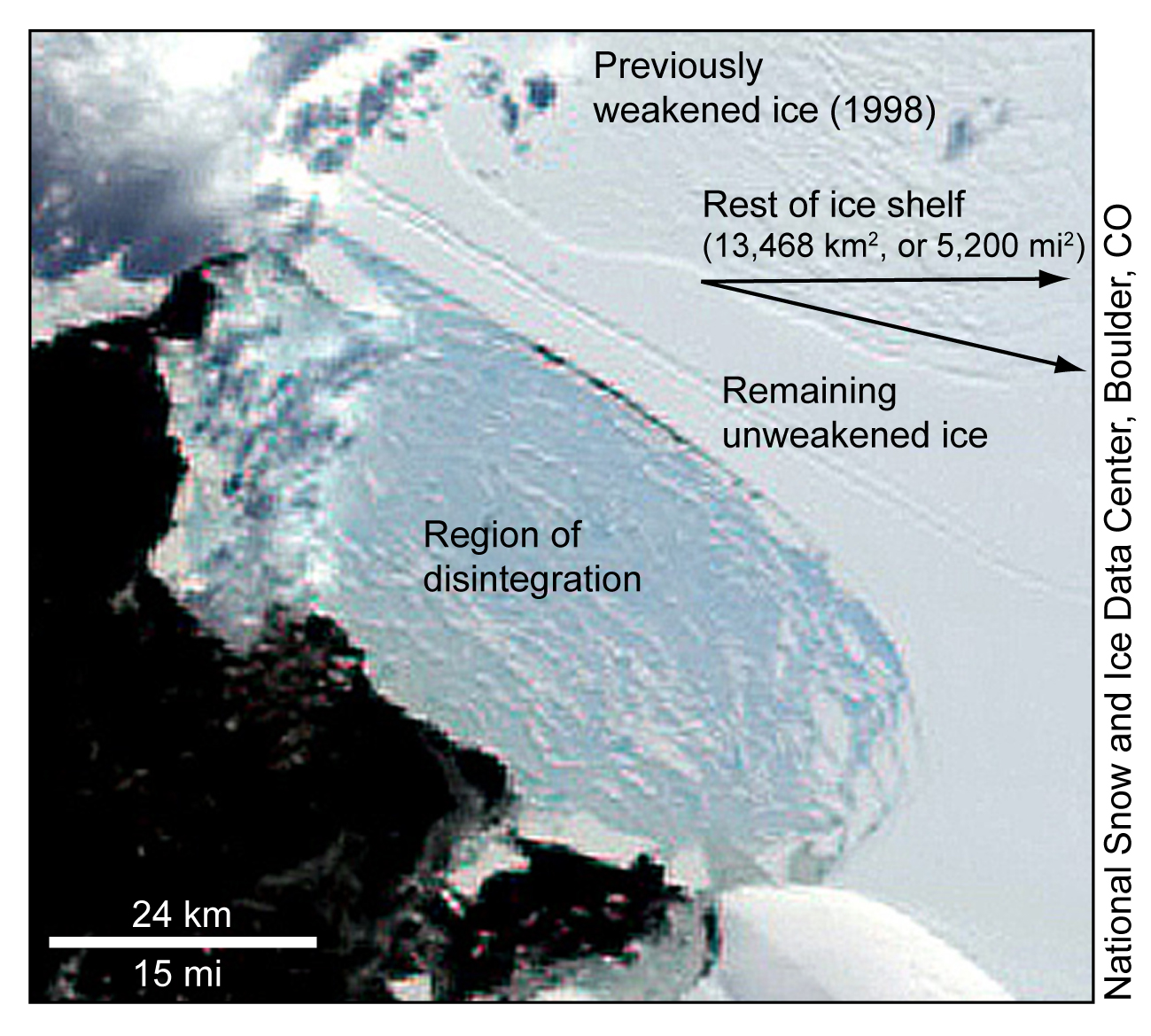
Diagrama que muestra la región de hielo que evita un colapso mayor.

El 25 de marzo de 2008 se desprendieron 405 km² de la barrera Wilkins, exponiendo al resto de la plataforma a un mayor riesgo de desprendimiento. Si bien es indudable que la temperatura contribuyó a la ruptura seguramente también contribuyeron varios terremotos de magnitud superior a 5.0 que ocurrieron a lo largo de la Cadena Pacífico-Antártida. En 2008 se descubrió que el resto de los 14,000 km² de la plataforma glacial se estaban empezando a separar del continente. Lo que quedaba de la plataforma Wilkins estaba unido a la isla Charcot por un fino istmo de hielo. A finales de marzo parte de este istmo de hielo se desprendió de la plataforma reduciendo aún más su anchura. Este segundo desprendimiento que implicó unos 160 kilómetros cuadrados de la plataforma ha sido el primer suceso de este tipo en invierno del que se tiene constancia.
A diferencia de la Barrera de Hielo Larsen la plataforma de hielo Wilkins no está conectada a glaciares situados en el interior de la Antártida y por lo tanto su desaparición no tendrá un efecto distinguible en el nivel del mar.
El 29 de noviembre de 2008 la Agencia Espacial Europea (ESA) anunció que la plataforma de hielo Wilkins había perdido 2.000 kilómetros cuadrados ese año. Una imagen de satélite tomada el 26 de noviembre mostraba nuevas grietas en la plataforma. Estas grietas hicieron prever que no pasaría mucho tiempo antes de que la plataforma se separara definitivamente del continente. El 20 de enero de 2009 Reuters publicó que la plataforma de hielo podría desprenderse en "semanas o meses". Sólo la mantenía unida a la Antártida un fino istmo de hielo cuyo espesor va de los 2 km a los 500 metros. 
Finalmente, el 5 de abril de 2009, la ESA confirmó el deprendimiento total de la plataforma, lo que supuso la liberación de una extensión de hielo del tamaño de la provincia de Sevilla (Unos 14,000 km²).
Debido al inminente riesgo de colapso, el satélite Envisat de la ESA ha venido observando la zona diariamente. Las imágenes tomadas por el satélite se procesan inmediatamente para analizar la evolución de placa de hielo. Adicionalmente los satélites Terra y Aqua de la NASA sobrevuelan la zona varias veces al día y las imágenes que adquieren quedan a disposición de todo el mundo.

## Reclamaciones territoriales
Argentina incluye a la barrera de hielo Wilkins (excepto un pequeño sector al oeste de los 74°O) en el Departamento Antártida Argentina dentro de la Provincia de Tierra del Fuego, Antártida e Islas del Atlántico Sur; para Chile forma parte de la Comuna Antártica de la Provincia Antártica Chilena dentro de la Región de Magallanes y de la Antártica Chilena; y para el Reino Unido integra el Territorio Antártico Británico. Las tres reclamaciones están restringidas por los términos del Tratado Antártico.